# 下市山
下市山（しもいちやま）は、福井県福井市の西部にある山である。

## 概要
標高は260mである。福井平野を一望できる。
山にはミルキングロードと題した登山道が複数あり、みくりや登り口からなら約15分ほどで第2展望台につく。
第2展望台からの眺めは山頂にも差をつけない。
また登山道の途中には神社等の遺跡もある。

## 登り口
下市山には大小あわせて7カ所以上の登り口がある。